# Förenade arabemiratens flagga
Förenade arabemiratens flagga antogs den 2 december 1971 och har proportionerna 1:2.

## Historik
Staten har sitt ursprung i ett flertal fördrag mellan Storbritannien och sju schejkdömen på den arabiska halvön, med början i General Maritime Treaty från 1820. Det brittiska ostindiska kompaniet hade då haft stora problem med sjöröveri i Persiska viken, och i avtalet förband sig shejkdömena att införa ett vitt fält i de tidigare helröda flaggorna till sjöss, som ett tecken på att fartyget hade vänskapliga relationer med Storbritannien. Avtalet följdes av flera liknande överenskommelser under 1800-talet, och ledde successivt till att emiraten i praktiken blev ett brittiskt protektorat (Fördragskusten).
När avtalet löpte ut 1971 bildade sex av emiraten Förenade arabemiraten. Man antog då en flagga i de panarabiska färgerna grönt, vitt, svart och rött, där den senare färgen fick ett tvärställt fält. De enskilda medlemsstaterna använder individuella röd-vita flaggor.
Färgerna har olika betydelser:
- Grönt: Islam
- Vitt: neutralitet
- Svart: oljan inom landets gränser

## Emiratens flaggor
Varje emirat som ingår i Förenade arabemiraten använder en egen flagga:
| Abu Dhabi | Ajman | Dubai | Fujayra | Ras al-Khayma | Sharja | Umm al-Qaywayn |